# Thế vận hội Người khuyết tật Mùa đông 2026
Thế vận hội Người khuyết tật Mùa đông 2026 (tiếng Anh: 2026 Winter Paralympics, tiếng Ý: XIV Giochi paralimpici invernali), chính thức được gọi là Thế vận hội Người khuyết tật Mùa đông lần thứ XIV, là một sự kiện thể thao đa môn mùa đông quốc tế cho vận động viên khuyết tật được dự kiến diễn ra tại Milan và Cortina d'Ampezzo, Ý, từ ngày 6 đến ngày 15 tháng 3 năm 2026. Cuộc bầu chọn được tổ chức vào ngày 24 tháng 6 năm 2019 tại Phiên họp IOC lần thứ 134 ở Lausanne, Thụy Sĩ, tòa nhà của trụ sở IOC. Milan-Cortina được bầu làm chủ nhà, đánh bại Stockholm-Åre.
Đây sẽ là Thế vận hội Người khuyết tật thứ ba được tổ chức tại Ý và sẽ đánh dấu kỷ niệm 20 năm của Thế vận hội Người khuyết tật Mùa đông 2006 tại Turin.

## Môn thể thao
Sáu môn thể thao Thế vận hội Người khuyết tật Mùa đông được mong đợi.
- Trượt tuyết đổ đèo  (chi tiết)

- Hai môn phối hợp  (chi tiết)

- Trượt tuyết băng đồng  (chi tiết)

- Xe trượt tuyết khúc côn cầu trên băng  (chi tiết)

- Trượt ván trên tuyết  (chi tiết)

- Bi đá trên băng xe lăn  (chi tiết)

## Địa điểm
Địa điểm cho đại hội này ở dưới đây.

### CụmMilan
- PalaItalia Santa Giulia – lễ khai mạc
- PalaLido – xe trượt tuyết khúc côn cầu trên băng
- Piazza del Duomo – lễ bế mạc

### CụmValtellina
- Sân vận động Azzurri d'Italia, Valdidentro – hai môn phối hợp, trượt tuyết băng đồng

### CụmCortina d'Ampezzo
- Olimpia delle Tofane slope, Cortina d'Ampezzo – trượt tuyết đổ đèo, trượt ván trên tuyết
- Sân vận động Olympic Del Ghiaccio, Cortina – bi đá trên băng xe lăn

## Tiếp thị

### Biểu trưng
Được công bố vào năm 2021.

### Linh vật
Được công bố vào năm 2024.